# W. Lafontaine
Pour les articles homonymes, voir Lafontaine.
Jean-Joseph-Baptiste Lafontaine, dit W. Lafontaine (né le 10 juillet 1796 à Moscou et mort le 5 juin 1861 à Paris 10e), est un auteur dramatique français.

## Biographie
Né en Russie où son père Pierre est officier au service du Tsar, Jean Lafontaine revient en France en 1802 ou 1803 avec ses parents et ses deux frères Joseph-Pierre (1792-1858) futur général de division et Paul (1798-1878) futur chef d'escadron de gendarmerie. Il sert dans la Garde impériale de 1812 à 1815, puis comme carabinier jusqu'en 1817.
Revenu à la vie civile, il demeure à Paris au no 9 rue du Helder le 18 novembre 1820 lorsqu'il se marie avec Antoinette Marie Laurentine Almaïde Arnoult de Sartrouville. Sur l'acte de mariage, sa profession est homme de lettres. Il se fait alors appeler Wanincka (diminutif de Jean en russe) de La Fontaine : c'est ainsi qu'il est désigné sur l'acte de décès de son épouse Antoinette, et encore sur l'acte de mariage de son frère Joseph Pierre à Chambœuf en 1820, comme dans l'acte de naissance de son premier fils Joseph Paul en 1821. Par contre, il est désigné sous le nom de Jean-Baptiste Lafontaine lors de la naissance de son fils Pierre-François-Emile en 1825 et de Jean-Joseph Lafontaine à la naissance de son fils Jules-Marcel-Athanase (futur sous-préfet de Mostaganem) en 1826.
Alors qu'il pense être dispensé de demander sa naturalisation (puisque marié à une Française, père de cinq enfants nés en France, et ayant vécu une trentaine d'années en France), il doit demander à se faire naturaliser français le 28 décembre 1835 car, à l'époque, si on était né à l'étranger, même de parents français, on devait se faire naturaliser pour avoir la nationalité française et être employé au service de l’État. C'est ainsi qu'il peut être nommé commissaire de police à Paris, puis commissaire central de police à Alger en août 1840. Impliqué en septembre 1843 dans une affaire de concussion et de corruption avec le maire de Pointe-Pescade, il est suspendu de ses fonctions et incarcéré. Bien qu'acquitté par la chambre criminelle de la Cour royale d'Alger en août 1844, il est révoqué de la Police et rentre en métropole.
Décédé à la Maison municipale de Santé de la rue du Faubourg-Saint-Denis, Jean Lafontaine est inhumé à Neuilly sur Seine.
Ses pièces ont été représentées sur les plus grandes scènes parisiennes du XIXe siècle : Théâtre des Variétés, Théâtre de la Gaîté, Théâtre du Vaudeville etc.

## Œuvres
- 1819 : Les Plaideurs de Racine, comédie-anecdote en un acte et en prose, avec Nicolas Brazier et Pierre-Joseph Rousseau[9], au théâtre des Variétés (13 mars)
- 1819 : Le Mariage à la husarde, ou Une nuit de printemps, comédie en un acte et en prose, mêlée de vaudevilles, avec Armand d'Artois et Emmanuel Théaulon, au théâtre des Variétés (7 juin)
- 1819 : M. Furet, ou l'Homme aux secrets, comédie en un acte et en prose, mêlée de couplets, avec Nicolas Brazier, Pierre Carmouche et Armand-François Jouslin de La Salle, au théâtre des Variétés (15 novembre)
- 1821 : Les Voleurs supposés, comédie-vaudeville en un acte, avec Mélesville et Gabriel-Alexandre Belle, au théâtre des Variétés (27 mars)
- 1821 : L'Auberge du grand Frédéric, comédie-vaudeville en un acte, avec Emmanuel Théaulon, au théâtre des Variétés (6 juin)
- 1822 : La Chercheuse d'esprit, comédie-vaudeville de Favart, remise au théâtre avec des changements, avec Théophile Marion Dumersan, au théâtre des Variétés (15 février)
- 1822 : Joseph Vernet, pièce censurée[10] (juin)
- 1822 : Les Dames Martin, ou le Mari, la femme et la veuve, comédie-vaudeville en un acte, avec Henri de Tully, au théâtre du Vaudeville (5 décembre)
- 1823 : Les Femmes et le secret, comédie en un acte, mêlée de couplets, avec Gaspard Tourret[11], au théâtre des Variétés (21 mai)
- 1823 : Trilby, ou le Lutin du foyer, comédie en un acte, mêlée de couplets, avec Théaulon et Jouslin de La Salle, d'après Charles Nodier, au théâtre des Variétés (24 mars)
- 1823 : Mon ami Christophe, comédie-vaudeville en un acte, avec Charles Dupeuty et Ferdinand de Villeneuve, au théâtre du Gymnase (4 août)
- 1824 : La Jeunesse d'un grand peintre, ou les Artistes à Rome, comédie en un acte et en prose, mêlée de couplets, avec Jules Vernet, au théâtre des Variétés (9 août)
- 1825 : La Dot et la fille, ou le Commis marchand, comédie en un acte, mêlée de couplet, avec Louis Gabriel Montigny, au théâtre de la Gaîté (23 juin)
- 1825 : Le Docteur du défunt, comédie-vaudeville en un acte, avec Pierre-Frédéric-Adolphe Carmouche et Léon Laya, au théâtre du Vaudeville (28 juin)
- 1825 : Le Marchand de parapluies, ou la Noce à la guinguette, comédie grivoise en 1 acte, mêlée de couplets, avec Marc-Antoine-Madeleine Désaugiers et Émile Vanderburch, au théâtre des Variétés (5 décembre)
- 1826 : Joseph II, ou l'Inconnu au cabaret, comédie-vaudeville, avec Félix-Auguste Duvert et Alexandre-Joseph Le Roy de Bacre, au théâtre du Vaudeville (25 février)
- 1827 : Les Compagnons du Devoir, ou le Tour de France, tableau-vaudeville en un acte, avec Étienne Crétu et Emile Vanderbuch, au théâtre des Variétés (30 avril)
- 1828 : M. Rossignol, ou le Prétendu de province, folie-vaudeville en un acte, avec Duvert et de Tully, au théâtre des Variétés (21 avril)
- 1829 : Mon oncle le bossu, ou les Deux pupilles, comédie en un acte, en prose, avec Mélesville et Eugène de Gaville, au théâtre de l'Odéon (1er décembre)[12]
- 1830 : Le Mari aux neuf femmes, comédie anecdotique en un acte, mélée de couplets, avec Emmanuel Théaulon et Armand Dartois, au théâtre des Nouveautés (26 mars).